# Alain Quercy
Alain Quercy est un acteur et un réalisateur français né Alain Marie Christian Pineau le 26 avril 1928 à Paris et mort le 24 juin 2012 à Blois. Il a été marié à Hélène Vallier.

## Filmographie

### Acteur

#### Cinéma
- 1949 : Rendez-vous de juillet de Jacques Becker
- 1950 : Ce siècle a cinquante ans de Roland Tual
- 1950 : Les Derniers Jours de Pompéi de Marcel L'Herbier
- 1951 : Le Dindon de Claude Barma
- 1952 : Domenica de Maurice Cloche
- 1953 : L'Étrange Amazone, de Jean Vallée
- 1954 : Classe élémentaire (Scuola elementare) d'Alberto Lattuada
- 1955 : Passion de femmes de Hans Herwig
- 1955 : Les Aristocrates de Denys de La Patellière
- 1957 : La Garçonne de Jacqueline Audry
- 1957 : Fumée blonde de Robert Vernay
- 1958 : Les Violents d'Henri Calef
- 1960 : Le Secret du chevalier d'Éon de Jacqueline Audry
- 1960 : Monsieur Suzuki de Robert Vernay
- 1962 : Le Scorpion de Serge Hanin
- 1962 : La Fille du torrent de Hans Herwig
- 1963 : Landru de Claude Chabrol
- 1964 : La Bonne Soupe de Robert Thomas
- 1964 : Trafics dans l'ombre d'Antoine d'Ormesson
- 1972 : Les Tentations de Marianne de Francis Leroi

#### Télévision
- 1956 : La Famille Anodin (série télévisé)
- 1961 : La Reine Margot de René Lucot
- 1973 : Le temps de vivre... Le temps d'aimer (série télévisée) : Rabut
- 1985 : Les Cinq Dernières Minutes, épisode : Tendres pigeons de Louis Grospierre

### Scénariste
- 1968 : Bruno, l'enfant du dimanche de Louis Grospierre
- 1969 : Plus jamais seuls de Jean Delire
- 1973 : Les Divorcés de Louis Grospierre
- 1974 : Le Dessous du ciel de Roger Gillioz (série télévisée)
- 1979 : Mon ami Gaylord de Pierre Goutas

### Réalisateur
- 1969 : Les Eaux mêlées de Jean Kerchbron (assistant réalisateur)
- 1971 : Le Seuil du vide de Jean-François Davy (assistant réalisateur)
- 1975 : Ces grappes de ma vigne (téléfilm) d'après un roman de Gaston Baissette
- 1979 : Le Ménage de Caroline (téléfilm)
- 1980 : Le Carton rouge (téléfilm)
- 1980 : La Vie des autres, épisode "Vasco" (série télévisée)
- 1981 : La Vie des autres, épisode "L'amnésique" (série télévisée)
- 1984 : La Vie des autres, épisode "Chimères" (série télévisée)